# Пјано ди Фрасинета (Анкона)
Пјано ди Фрасинета (итал. Piano di Frassineta) насеље је у Италији у округу Анкона, региону Марке.
Према процени из 2011. у насељу је живело 779 становника. Насеље се налази на надморској висини од 332 м.